# Katie Jackson
Katie Jackson (* 1996) ist eine neuseeländische Schauspielerin.
Katie Jackson ist die Tochter des Regisseurs Peter Jackson und der Drehbuchautorin Fran Walsh. Zusammen mit ihrem Bruder Billy war sie in allen Teilen der Herr-der-Ringe-Filmtrilogie als Kinderdarstellerin zu sehen. So spielte sie ein Hobbit-Mädchen (Teil 1), ein Rohirrim-Mädchen (Teil 2) und ein Mädchen aus Minas Tirith (Teil 3).
Nach King Kong und In meinem Himmel war sie auch in der Hobbit-Filmtrilogie in allen drei Teilen in Kleinst-Rollen dabei. Dort war sie als Hobbit-Mädchen (Teil 1), Betsy Butterblume (Teil 2) und Mädchen aus Esgaroth (Teil 3) zu sehen.
Jackson schrieb das Drehbuch für den 2025 erschienen Kurzfilm Attachment Theory, bei dem sie auch die Regie führte.

## Filmografie (Auswahl)
- 2001: Der Herr der Ringe: Die Gefährten (The Lord of the Rings: The Fellowship of the Ring)
- 2002: Der Herr der Ringe: Die zwei Türme (The Lord of the Rings: The Two Towers)
- 2003: Der Herr der Ringe: Die Rückkehr des Königs (The Lord of the Rings: The Return of the King)
- 2005: King Kong
- 2009: In meinem Himmel (The Lovely Bones)
- 2012: Der Hobbit: Eine unerwartete Reise (The Hobbit: An Unexpected Journey)
- 2013: Der Hobbit: Smaugs Einöde (The Hobbit: The Desolation of Smaug)
- 2014: Der Hobbit: Die Schlacht der Fünf Heere (The Hobbit: The Battle of the Five Armies)